# Passiflora stipulata
Passiflora stipulata je biljka iz porodice Passifloraceae.

## Vanjske poveznice
|  | Zajednički poslužitelj ima još gradiva o temi Passiflora stipulata |
|  | Wikivrste imaju podatke o taksonu Passiflora stipulata             |